# 大阪府道・兵庫県道603号能勢猪名川線
大阪府道・兵庫県道603号能勢猪名川線（おおさかふどう・ひょうごけんどう603ごう のせいながわせん）は、大阪府豊能郡能勢町から兵庫県川辺郡猪名川町に至る一般府県道である。

## 概要
大阪府豊能郡能勢町今西から兵庫県川辺郡猪名川町紫合に至る。
路線は全区間2車線で離合は問題なく行えるが、府県境付近は峠道で非常に起伏が大きい。

### 路線データ
- 起点：大阪府豊能郡能勢町今西（兵庫県道・大阪府道602号島能勢線交点）
- 終点：兵庫県川辺郡猪名川町紫合（紫合堂田交差点、兵庫県道68号川西三田線交点）
- 総延長：9.5 km

## 歴史
- 1959年（昭和34年）
  - 11月9日 - 兵庫県道111号として認定。
  - 12月1日 - 大阪府が一般府道4号として認定。
- 1984年（昭和59年） - 大阪府が主要地方道と一般府県道で番号を分けるようになり、大阪府側を103号に変更。
- 1994年（平成6年）4月 - 603号に番号統一。

## 路線状況

### 道路施設

#### 橋梁
- 大阪府
  - 大木橋（山田川、豊能郡能勢町）
  - 稲地橋（長谷川、豊能郡能勢町）
- 兵庫県
  - 山田橋（川辺郡猪名川町）

## 地理

### 通過する自治体
- 大阪府
  - 豊能郡能勢町
- 兵庫県
  - 川辺郡猪名川町

### 交差する道路
| 交差する道路                    | 都道府県名 | 市町村名 | 市町村名 | 交差する場所 | 交差する場所          |
| ------------------------------- | ---------- | -------- | -------- | ------------ | --------------------- |
| 兵庫県道・大阪府道602号島能勢線 | 大阪府     | 豊能郡   | 能勢町   | 今西         | 起点                  |
| 兵庫県道68号川西三田線          | 兵庫県     | 川辺郡   | 猪名川町 | 紫合         | 紫合堂田交差点 / 終点 |

### 沿線
- 専修学校猪名川甲英高等学院